# دافيد كورتيس دا سيلفا
دافيد كورتيس دا سيلفا (بالبرتغالية: David Cortes da Silva‏) (19 نوفمبر 1963 في ريو دي جانيرو في البرازيل – )؛ هو لاعب كرة قدم سابق كان يلعب كمدافع.

## وصلات خارجية
- دافيد كورتيس دا سيلفا على موقع الاتحاد الدولي (مؤرشف)  (الإنجليزية)
- دافيد كورتيس دا سيلفا على موقع رابطة كرة القدم اليابانية للمحترفين (اليابانية)
- دافيد كورتيس دا سيلفا على موقع Soccerway.com (الإنجليزية)
- دافيد كورتيس دا سيلفا على موقع عالم كرة القدم.نت (الإنجليزية)
- دافيد كورتيس دا سيلفا على موقع أوليمبيديا (الإنجليزية)
- دافيد كورتيس دا سيلفا على موقع اللجنة الأولمبية البرازيلية (البرتغالية)